# Бала Тампо
Бала Тампо (Јафна, 23. мај 1922 — Коломбо, 1. септембар 2014) био је адвокат и синдикалиста са Шри Ланке. Радио је у Индустријској и општој радничкој унији. Преминуо је 1. септембра 2014. године.
Рођен је 23. маја 1922. године у угледној породици у граду Јафна. Стекао је диплому на Универзитету Кејлон, 1943. године и Лондонском универзитету, 1944. године. Касније је студирао право на факултету правних наука у Коломбу и постао адвокат.